# 年代记
年代记（Chronicle）是一种用年代来排序的来记录历史事实和事件的文献记载方法。通常同时考虑历史上重要事件和本地事件的权重，此用来记录发生的和年代记编纂者的观点。对比故事或历史，可以对作者认为并非重要的事件进行有意义的阐述。

## 東亞
漢字文化圈傳統按照歷史時代順序編寫的史書稱為編年體。

## 歐洲
- 耶利米《列王紀》
- 以斯拉《歷代志》
- 塔西佗《編年史》
- 《奎德林堡編年史》（德國）
- 《盎格魯-撒克遜編年史》（英國）